# 石塚千尋
石塚 千尋（いしづか ちひろ）は、日本の漫画家、男性。青森県弘前市出身・在住。弘前電波高等学校卒業、日本工学院専門学校蒲田校マンガコース出身（9期生）。

## 来歴
専門学校の1年生時に描いた作品が『少年マガジン』編集部の目に留まったことが切っ掛けで、担当編集者と本格的な作品作りに取り組み始める。
2010年、新人漫画賞の佳作で『別冊少年マガジン』に掲載された『ふらいんぐ・うぃっち』が好評だったことで専門学校卒業と同時にデビューと連載が決定。2年後、同誌にて読み切り版を元にした『ふらいんぐうぃっち』の連載を開始する。

## 作品リスト

### 連載
- ふらいんぐうぃっち（『別冊少年マガジン』2012年9月号[6] - 連載中）

### 読み切り
- ふらいんぐ・うぃっち（『別冊少年マガジン』2010年8月号）
- スターチルドレン（『別冊少年マガジン』2020年1月号[7]）

### 書籍
- 『ふらいんぐうぃっち』、講談社〈講談社コミックス〉2013年 - 、既刊14巻（2025年6月9日現在）